# Sophora fernandeziana
Sophora fernandeziana é uma espécie vegetal da família Fabaceae.
Apenas pode ser encontrada no Chile.
Está ameaçada por perda de habitat.